# 로건 사전트
로건 헌터 사전트(Logan Hunter Sargeant, 2000년 12월 31일 ~ )는 미국의 자동차 경주 선수이다. 윌리엄스 F1 소속으로 포뮬러 원에 출전하고 있다. 이전에는 칼린 모터스포트 소속으로 FIA 포뮬러 2 챔피언십에서 경쟁하였으며 4위로 챔피언십을 마쳤다. 전 NASCAR 드라이버인 돌턴 사전트(Dalton Sargeant)의 동생이다.